# Glac
Glac – najrozleglejszy płaskowyż w Słowackim Raju, osiągający największą wysokość 1061 m n.p.m. nad byłą leśniczówką Glac. W jego zboczach powstały w wyniku erozji praktycznie wszystkie najatrakcyjniejsze wąwozy Słowackiego Raju – na wschodzie Kyseľ i Sokolia Dolina, na zachodzie Veľký Sokol i Piecky, a na północy Suchá Belá i Kláštorská roklina oraz Zelená dolina (niedostępna dla ruchu turystycznego). Oprócz dużej liczby powierzchniowych zjawisk krasowych na polanach, na wschodnich stokach nad doliną Bieleho potoka znajdują się najbardziej znane jaskinie płaskowyżu – Medvedia jaskyňa i Zlatá diera.
Przez płaskowyż Glac i jego obrzeża przebiega znaczna część znakowanych szlaków turystycznych w Słowackim Raju, dzięki czemu stał się on punktem orientacyjnym dla całego obszaru.